# Промышленный Ethernet

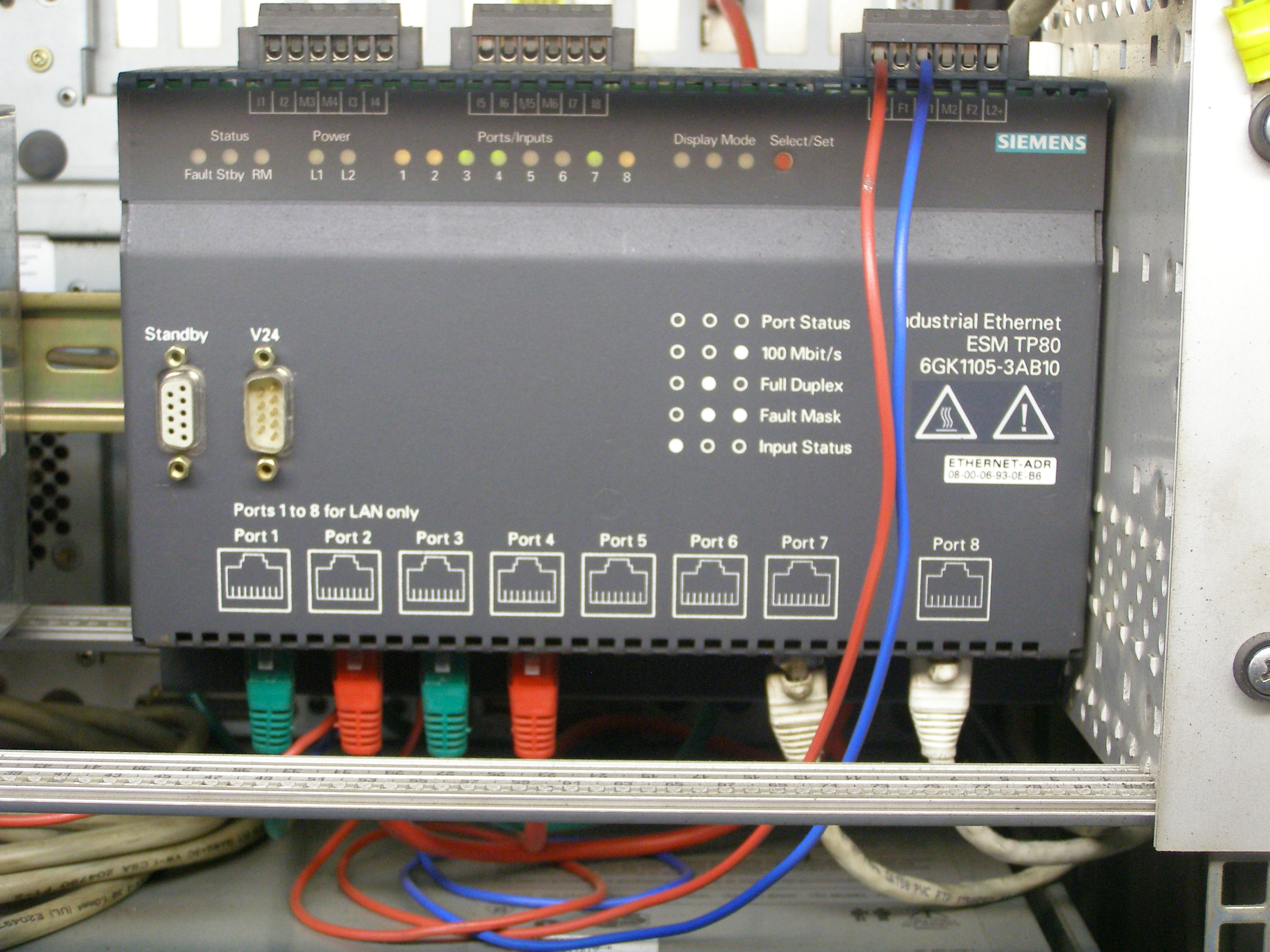
Siemens ESM TP80 (6GK1105-3AB10) — 8-портовый (RJ45) концентратор для технологии Industrial Ethernet

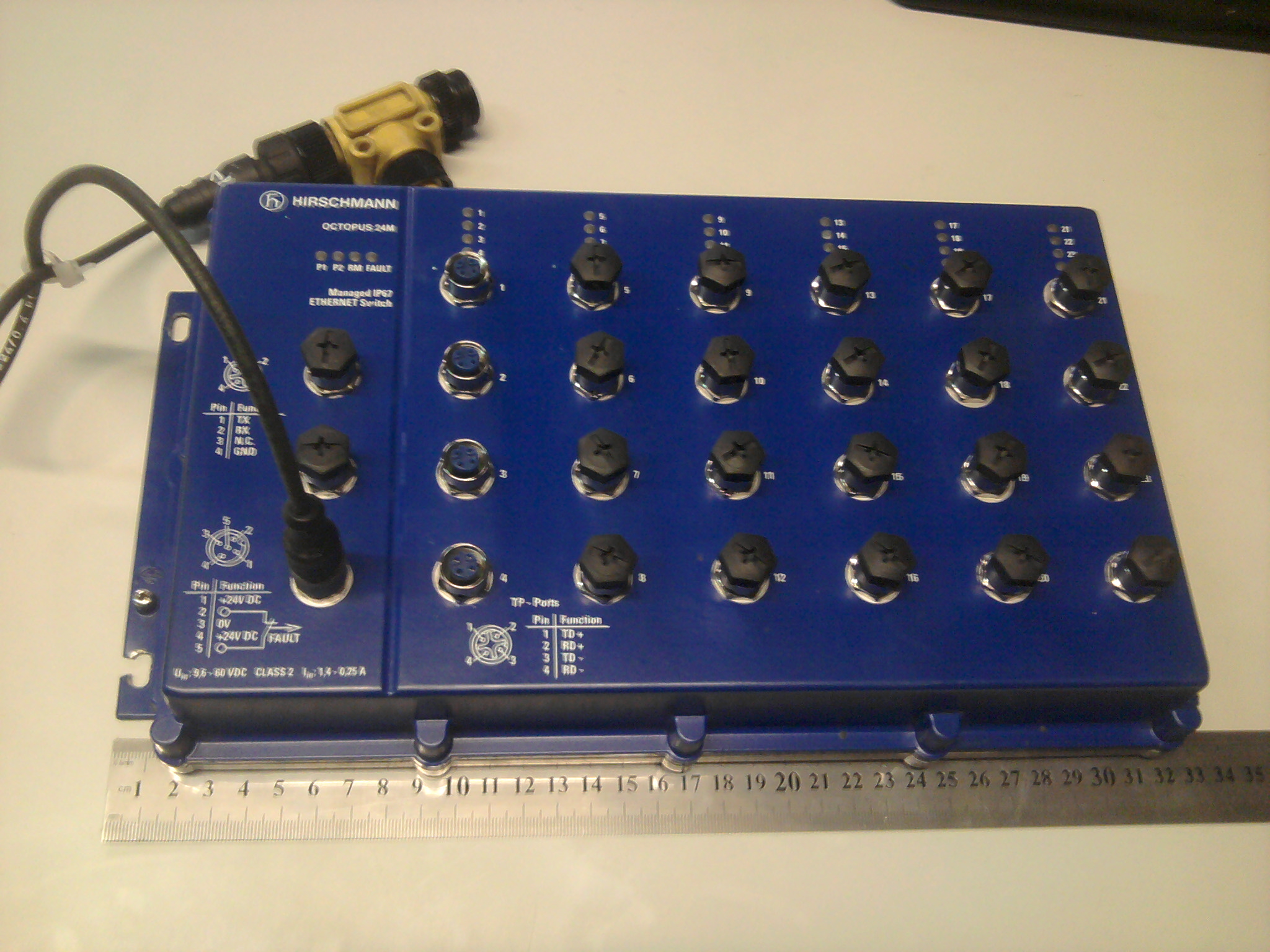
В промышленных применениях вместо RJ45 могут использоваться разъемы M12 на 4 или 8 контактов

Промышленный Ethernet (также Industrial Ethernet) — Ethernet для применения в промышленности. Сеть с процедурой доступа CSMA/CD. Industrial Ethernet обычно используется для обмена данными между программируемыми контроллерами и системами человеко-машинного интерфейса, реже для обмена данными между контроллерами и, незначительно, для подключения к контроллерам удаленного оборудования (датчиков и исполнительных устройств). Широкому применению Ethernet в последних задачах препятствует суть метода CSMA/CD, делающая невозможным гарантию обмена небольшим количеством информации (единицы байт) с высокой частотой (миллисекундные циклы обмена).
В последнее время является одной из самых распространённых промышленных сетей. Широко применяется при автоматизации зданий и в областях, не требующих высокой надёжности.

## Протоколы реального времени
Для обеспечения гарантированного времени реакции используют протоколы реального времени:
- Profinet
- EtherCAT
- Ethernet powerlink
- EtherNet/IP
- SERCOS III
- LAN eXtensions for Instrumentation

Эти протоколы в различной степени модифицируют стандартный стек TCP/IP, добавляя в него:
- функции синхронизации
- новые алгоритмы сетевого обмена
- диагностические функции
- методы самокорректировки

Канальный и физический уровни Ethernet при этом остаются неизменными, что позволяет использовать протоколы реального времени в существующих сетях Ethernet с использованием стандартного сетевого оборудования.

### Сравнение протоколов
| Последовательная сеть             | Ethernet-версия                                    | Протокол                                                                                           | Сеть                                                                | Стандарт                                             |
| --------------------------------- | -------------------------------------------------- | -------------------------------------------------------------------------------------------------- | ------------------------------------------------------------------- | ---------------------------------------------------- |
| Modbus-RTU                        | Modbus-TCP                                         | TCP/IP                                                                                             |                                                                     | IEC 61158 и IEC 61784                                |
| Profibus                          | PROFINET IO                                        | Isochronous Real Time protocol (IRT), Real Time protocol (RT), Real Time поверх UDP protocol (RTU) | коммутатор, повторитель (роутер) и Wi-Fi, от 100 Мбит/с до 1 Гбит/с | IEC 61158 и IEC 61784                                |
| DeviceNet (CIP); ControlNet (CIP) | EtherNet/IP (CIP)                                  | TCP/IP; UDP/IP                                                                                     | коммутатор, повторитель (роутер) и Wi-Fi, от 100 Мбит/с до 1 Гбит/с | IEC 61158 и IEC 61784; стандарт ODVA EtherNet/IP     |
| Foundation fieldbus H1            | Foundation Fieldbus High Speed Ethernet (HSE)      | |                                                                     |                                                      |
| CANopen                           | Ethernet powerlink                                 | | Ethernet 100 Мбит/c                                                 | от EPSG (Ethernet Powerlink Standardization Group)   |
|                                   | EtherCAT                                           | EtherCAT, EtherCAT/UDP                                                                             | Ethernet 100 Мбит/с                                                 | IEC 61158, IEC/PAS 62407, IEC 61784-3, ISO 15745-4   |
|                                   | VARAN (Versatile Automation Random Access Network) | VARAN, TCP/IP, Safety                                                                              | Ethernet 100 Мбит/с                                                 | VARAN-BUS USER GROUP — VNO                           |
| SERCOS I / II                     | SERCOS III                                         | | Ethernet 100 Мбит/с                                                 | IEC 61491, включён в IEC 61158                       |
|                                   | FL-Net (OPCN-2)                                    | UDP/IP                                                                                             | Ethernet 10 Мбит/с                                                  | от JEMA (Japan Electrical Manufacturers Association) |

## Резервирование каналов и кольцевая топология
Для обеспечения защиты каналов связи от единичного отказа необходимо их резервировать. Резервирование неизбежно ведет к возникновению кольцевых участков сети — замкнутых маршрутов. Стандарт Ethernet предусматривает только древовидную топологию и не допускает кольцевых, так как это приводит к зацикливанию пакетов.
Современные коммутаторы, как правило, поддерживают дополнительный протокол Spanning Tree Protocol (STP, IEEE 802.1d), который позволяет создавать кольцевые маршруты в сетях Ethernet. Постоянно анализируя конфигурацию сети, STP автоматически выстраивает древовидную топологию, переводя избыточные коммуникационные линии в резерв. В случае нарушения целостности построенной таким образом сети (обрыв связи, например), STP в считанные секунды включает в работу необходимые резервные линии, восстанавливая древовидную структуру сети. Этот протокол не требует первичной настройки и работает автоматически.
Более мощная разновидность данного протокола — Rapid Spanning Tree Protocol (RSTP, IEEE 802.1w), позволяющая снизить время перестройки сети до нескольких миллисекунд. Протоколы STP и RSTP позволяют создавать произвольное количество избыточных линий связи и являются обязательным функционалом для промышленных коммутаторов, применяемых в резервированных сетях.

## Отличия от обычного EtherNet
- Стандарты на кабели и разъемы, удовлетворяющие специфическим требованиям промышленности: усиленное экранирование, стойкость к агрессивным средам и т. п.
- Специальные стандарты и устройства для связи с подвижными объектами: гибкие кабели, устройства беспроводной связи
- Дополнение стека протоколов TCP/IP протоколом RFC1006 (ISO Transport Service) обеспечивает регулярную и частую передачу по сети небольших объёмов информации, что характерно для обмена данными между промышленными контроллерами
- С помощью специальных коммутаторов можно организовать кольцевую топологию, которая при обрыве восстанавливает связь, то есть находит новый путь для передачи данных значительно быстрее, чем применяемый в обычных сетях «алгоритм избыточного дерева»
- Использование протокола IEEE 1588 для синхронизации устройств в сети.

## Достоинства
- низкая цена
- широкое распространение

## Конкуренты
- LonWorks — промышленная сеть для автоматизации зданий
- BACnet — промышленная сеть для автоматизации зданий
- RS-485 — самая простая и дешёвая промышленная сеть
- CAN — промышленная сеть для транспорта и станочной автоматики
- SERCOS III

## Статьи
- Кузьмин Ю. Б. Типовой проект автоматизации технологических процессов на базе технологии Industrial Ethernet. Журнал «Промышленные АСУ и контроллеры» № 1 2005 г.